# 殘差平方和
殘差平方和（英語：Residual sum of squares，縮寫：RSS）在統計學上是指將所有做預測時的誤差值平方加起來得出的數：
{\displaystyle RSS=\sum _{i=1}^{n}e_{i}^{2}\,}
它是衡量数据与估计模型之间差异的尺度。较小的残差平方和表示模型能良好地拟合数据。在确定参数和选择模型时，残差平方和是一种最优性准则。通常，总的方差=已经被模型解释了的平方和+残差平方和。
殘差平方和這個數值在機器學習上是普通最小二乘法等演算法的重心。

## 与皮尔逊相关系数的关系
对于两变量x和y, 它们的数据组的均值分别记为{\displaystyle {\bar {x}},{\bar {y}}}，则两数据组的皮尔逊相关系数为 {\displaystyle r={\frac {S_{xy}}{\sqrt {S_{xx}S_{yy}}}}}，其中， {\displaystyle S_{xy}=\sum _{i=1}^{n}({\bar {x}}-x_{i})({\bar {y}}-y_{i})}；{\displaystyle S_{xx}=\sum _{i=1}^{n}({\bar {x}}-x_{i})^{2}}； {\displaystyle S_{yy}=\sum _{i=1}^{n}({\bar {y}}-y_{i})^{2}}. 
给定最小二乘回归线方程为 {\displaystyle {\hat {y}}=ax+b=f(x)}, 其中 {\displaystyle b={\bar {y}}-a{\bar {x}}} ; {\displaystyle a={\frac {S_{xy}}{S_{xx}}}}. 则这时残差平方和可以表示为：
{\displaystyle {\begin{aligned}\operatorname {RSS} &=\sum _{i=1}^{n}(y_{i}-f(x_{i}))^{2}=\sum _{i=1}^{n}(y_{i}-(ax_{i}+b))^{2}=\sum _{i=1}^{n}(y_{i}-ax_{i}-{\bar {y}}+a{\bar {x}})^{2}\\[5pt]&=\sum _{i=1}^{n}(a({\bar {x}}-x_{i})-({\bar {y}}-y_{i}))^{2}=a^{2}S_{xx}-2aS_{xy}+S_{yy}=S_{yy}-aS_{xy}=S_{yy}\left(1-{\frac {S_{xy}^{2}}{S_{xx}S_{yy}}}\right)\end{aligned}}}
通过皮尔逊相关系数的公式，可以得到 {\displaystyle \operatorname {RSS} =S_{yy}(1-r^{2})}.